# 林村 (茨城県)
林村（はやしむら）は茨城県新治郡にかつて存在した村である。

## 地理
- 現在の石岡市の西部、旧八郷町の中部に位置する。
- 八溝山地の筑波山塊に位置し、村域のほとんどは山がちな地形である。

## 歴史
村名はかつて存在した拝師郷（林郷）に由来する。

### 村域の変遷
- 1889年（明治22年）4月1日 - 町村制施行により、浦須村・上林村・下林村・嘉良寿理村・片岡村・根小屋村が合併しが発足。
- 1955年（昭和30年）1月1日 - 柿岡町・小幡村・葦穂村・恋瀬村・瓦会村・園部村・小桜村と合併し八郷町が発足。同日林村廃止。

変遷表
| 1868年 以前 | 1868年 以前 | 明治22年 4月1日 | 昭和30年 1月1日 | 平成17年 10月1日 | 現在   |
| ----------- | ----------- | --------------- | --------------- | ---------------- | ------ |
|             | 浦須村      | 林村            | 八郷町          | 石岡市           | 石岡市 |
|             | 上林村      | 林村            | 八郷町          | 石岡市           | 石岡市 |
|             | 下林村      | 林村            | 八郷町          | 石岡市           | 石岡市 |
|             | 嘉良寿理村  | 林村            | 八郷町          | 石岡市           | 石岡市 |
|             | 片岡村      | 林村            | 八郷町          | 石岡市           | 石岡市 |
|             | 根小屋村    | 林村            | 八郷町          | 石岡市           | 石岡市 |

## 大字
- 浦須（うらす）
- 上林（かみばやし）
- 下林（しも）
- 嘉良寿理（からすり）
- 片岡（かたおか）
- 根小屋（ねごや）

## 人口・世帯

### 人口
総数 [単位： 人]
| 1891年（明治24年） | 2,137 |
| 1920年（大正 9年） | 2,536 |
| 1935年（昭和10年） | 2,701 |
| 1950年（昭和25年） | 3,378 |

### 世帯
総数 [単位： 世帯]
| 1920年（大正 9年） | 468 |
| 1935年（昭和10年） | 456 |
| 1950年（昭和25年） | 582 |

これ以降は消滅